# Juan Almeida Bosque
Juan Almeida Bosque (17. únor 1927, Havana – 11. září 2009) byl kubánský politik a revolucionář, jeden z předních povstaleckých velitelů během Kubánské revoluce.

## Biografie
Narodil se v Havaně, v chudé afrokubánských rodině a zpočátku se živil jako zedník. Podařilo se mu však dostat na studium práv na Havanské univerzitě, kde se spřátelil s Fidelem Castrem a přidal se k jeho skupině revolucionářů. Zúčastnil se útoku na kasárna Moncada v červenci 1953, za což byl vězněn do května 1955. Pak odešel do Mexika, odkud se v Castrově povstaleckém expedičním sboru vrátil na lodi Granma v prosinci 1956 na Kubu, kde revolucionáři v horách Sierra Maestra odstartovali partyzánskou válku. Almeida je původcem jednoho z populárních hesel Kubánské revoluce, když během boje zakřičel: "Tady se nikdo nevzdává!". Byl označován za vynikajícího střelce a v roce 1958 ho Fidel Castro určil velitelem velké povstalecké kolony, která měla vést útok na Santiago de Cuba.
Po vítězství revoluce se stal generálem kubánské armády, byl členem Ústředního výboru a politbyra Komunistické strany Kuby a zastával řadu významných vládních funkci, včetně postu viceprezidenta Státní rady (hlavní vládnoucí orgán Kuby), což z něj dělalo 3. nejvyššího představitele země. Almeida také vedl Národní asociaci veteránů revoluce a byl znám i jako spisovatel a hudební textař. V roce 1998 mu Fidel Castro udělil titul Hrdina Kubánské republiky. Zemřel ve věku 82 let na srdeční infarkt.

## Vyznamenání
- Hrdina Kubánské republiky – 27. února 1998[1]
- Řád Playa Girón – 27. února 1998